# Nunciatura apostólica en Venezuela
La Nunciatura Apostólica en Venezuela es una embajada de la Santa Sede ante la República Bolivariana de Venezuela con los que mantiene relaciones diplomáticas.

## Historia
La nunciatura apostólica en Venezuela comienza a funcionar, como delegación apostólica con el nombramiento del primer delegado apostólico para el país, su Excelencia el padre Lorenzo Barili, el 26 de mayo de 1851 que juntamente representaba a la Santa Sede con los países de Colombia, Ecuador, Perú, Bolivia, Chile y Argentina comenzando así una relación diplomática Santa Sede representada por el papa del aquel entonces, Pío IX y el presidente de la República José Gregorio Monagas.
Sube a la categoría de nunciatura apostólica el 16 de febrero de 1918 y su primer nuncio fue Excmo. Mons. Francesco Marchetti Selvaggiani.

## Función
La Nunciatura Apostólica tiene como función informar, de modo estable y objetivo, a la Santa Sede sobre las condiciones de las arquidiócesis, diócesis, ordinariato militar, vicariatos apostólicos, órdenes y congregaciones religiosas que hacen vida en Venezuela, esto para ayudar, aconsejar y colaborar con las Conferencia Episcopal Venezolana y con cada uno de los Obispos de la República Bolivariana, ayudando en la organización de la Iglesia Católica en Venezuela, respetando naturalmente el ejercicio de la jurisdicción que le es propia; y una función diplomática, cuyo objeto es promover y favorecer las relaciones entre la Santa Sede y Venezuela, favoreciendo el diálogo entre todos los ciudadanos.

## Representantes de la Santa Sede en Venezuela
Venezuela ha contado con una serie de embajadores de la Santa Sede, conocidos como nuncios apostólicos, aunque los primeros representantes se denominaban delegados apostólicos.

### Delegados apostólicos
Los delegados apostólicos han sido los siguientes:
| DELEGADOS APOSTÓLICOS | DELEGADOS APOSTÓLICOS                                           | DELEGADOS APOSTÓLICOS                                   | DELEGADOS APOSTÓLICOS                                                              | DELEGADOS APOSTÓLICOS |
| N.º                   | NOMBRES Y APELLIDOS                                             | NOMBRAMIENTO COMO NUNCIO                                | FINAL DE SU PERIODO COMO NUNCIO EN VENEZUELA                                       | DESTINO FINAL |
| --------------------- | --------------------------------------------------------------- | ------------------------------------------------------- | ---------------------------------------------------------------------------------- | --- |
| 01                    | Ilmo. Mons. Lorenzo Barili                                      | Desde el 26 de mayo de 1851                             | Nombrado el 17 de junio de 1856 Nuncio apostólico en España                        | Murió el 8 de marzo de 1875 siendo: - Cardenal Prefecto de la Congregación de Indulgencias y Reliquias - Cardenal-presbítero de Sant'Agnese fuori le mura.                                                                                     |
| 02                    | Ilmo. Mons. Mieczyslaw Halka Ledóchowski                        | Desde el 17 de junio de 1856                            | Nombrado el 25 de julio de 1861 Nuncio apostólico en Bélgica,                      | Murió el 22 de julio de 1902 siendo: - Cardenal Arzobispo Emérito de Gniezno e Poznań, Polonia. - Prefecto de la Congregación para la Propagación de la Fe - Cardenal-Presbítero de San Lorenzo en Lucina                                      |
| 03                    | Ilmo. Mons. Francesco Tavani                                    | Desde el 25 de julio de 1861                            | Nombrado el 18 de julio de 1869 Obispo Auxiliar de Sabina (-Farfa), Italia,        | Murió el 10 de marzo de 1905 siendo: Obispo Auxiliar de Sabina (-Farfa), Italia y Obispo titular de Myndus. |
| 04                    | Excmo. Mons. Serafino Vannutelli                                | 23 de julio de 1869                                     | Nombrado el 10 de septiembre de 1875 Nuncio apostólico en Bélgica                  | Murió el 19 de agosto de 1915 siendo: - Prefecto de la Congregación de Ceremonias - Cardenal-Obispo de Ostia - Cardenal-Obispo de Porto y Santa Rufina - Decano del Colegio de Cardenales - Penitenciario mayor de la Penitenciaría Apostólica |
| 05                    | Excmo. Mons. Rocco Cocchia, O.F.M. Cap                          | 8 de julio de 1874                                      | Nombrado el 9 de agosto de 1883 Arzobispo de Otranto, Italia.                      | Murió el 19 de diciembre de 1901 siendo: Arzobispo de Chieti, Italia. |
| 06                    | Excmo. Mons. Mario Mocenni                                      | Desde el 14 de agosto de 1877 Hasta                     | Nombrado el 28 de marzo de 1882 Nuncio apostólico en Brasil                        | Murió el 14 de noviembre de 1904 siendo: - Sustituto de la Secretaría de Estado - Cardenal-Obispo de Sabina |
| 07                    | Excmo. Mons. Bernardino di Milia, O.F.M. Cap                    | Desde el 13 de mayo de 1884 Hasta el 4 de junio de 1891 | Nombrado el 4 de junio de 189 obispo de Larino                                     | Murió el 6 de abril de 1910 siendo obispo de Larino |
| 08                    | Excmo. Mons. Spiridion-Salvatore Costantino Buhadgiar, OFM Cap. | 8 de enero de 1891                                      | Fallece el 10 de agosto de 1891                                                    | Muere siendo delegado apostólico en Venezuela |
| 09                    | Excmo. Mons. Giulio Tonti                                       | 10 de agosto de 1892                                    | El 24 de febrero de 1893 es nombrado, Administrador Apostólico de Puerto Príncipe. | Muere el 11 de diciembre de 1918 siendo: - Prefecto de la Congregación de los Asuntos Religiosos - Cardenal-presbítero de Santi Silvestro e Martino ai Monti - Administrador Apostólico de Puerto Príncipe                                     |
| 10                    | Excmo. Mons. Giuseppe Aversa                                    | 21 de octubre de 1909                                   | El 2 de marzo de 1911 es nombrado Nuncio Apostólico en Brasil                      | Muere el 12 de abril de 1917 siendo: - Nuncio Apostólico en Alemania - Arzobispo Titular de Sardes |
| 11                    | Excmo. Mons. Carlo Pietropaoli                                  | 23 de mayo de 1913                                      | El 16 de febrero de 1918 dimitió a su cargo                                        | Muere el 29 de junio de 1922 siendo: - Obispo emérito de Trivento , Italia - Arzobispo Titular de Calcis en Gracia |

### Nuncios apostólicos
Los denominados nuncios apostólicos han sido los siguientes:
| NUNCIOS APOSTÓLICOS | NUNCIOS APOSTÓLICOS                          | NUNCIOS APOSTÓLICOS      | NUNCIOS APOSTÓLICOS                                                                      | NUNCIOS APOSTÓLICOS |
| N.º                 | NOMBRES Y APELLIDOS                          | NOMBRAMIENTO COMO NUNCIO | FINAL DE SU PERIODO COMO NUNCIO EN VZLA                                                  | DESTINO ACTUAL |
| ------------------- | -------------------------------------------- | ------------------------ | ---------------------------------------------------------------------------------------- | --- |
| 12                  | Excmo. Mons. Francesco Marchetti Selvaggiani | 16 de febrero de 1918    | El 4 de diciembre de 1920 es designado, nuncio apostólico a Austria                      | Muere el 13 de enero de 1951 siendo: - Prefecto de la Congregación de Ceremonias - Cardenal-Obispo de Frascati - Cardenal-Obispo de Ostia - Vicario general de Roma - Secretario de la Congregación del Santo Oficio - Arcipreste de la Basílica de San Juan de Letrán - Decano del Colegio de Cardenales |
| 13                  | Excmo. Mons. Filippo Cortesi                 | 30 de mayo de 1921       | El 19 de octubre de 1926 es nombrado Nuncio Apostólico en Argentina                      | Mueres el 1 de febrero de 1947 siendo: - Nuncio Apostólico de Polonia - Arzobispo Titular de Siraces |
| 14                  | Excmo. Mons. Fernando Cento                  | 24 de junio de 1926      | El 26 de julio de 1936 es designado Nuncio Apostólico en Perú                            | Muere el 13 de enero de 1973 siendo: - Mayor Penitenciario Emérito de la Penitenciaría Apostólica - Cardenal-Obispo de Velletri |
| 15                  | Excmo. Mons. Luigi Centoz                    | 14 de septiembre de 1936 | El 19 de febrero de 1940 es nombrado, Nuncio Apostólico en Lituania                      | Muere el 18 de octubre de 1969 siendo: - Vice-Chamberlain de la Cámara Apostólica - Arzobispo Titular de Edessa en Osrhoëne |
| 16                  | Excmo. Mons. Giuseppe Misuraca               | 2 de julio de 1941       | Marzo de 1949 renuncia a su cargo.                                                       | Muere el 4 de junio de 1962 siendo: - Nuncio Apostólico Emérito de Venezuela - Arzobispo Titular de Cesarea en Capadocia |
| 17                  | Excmo. Mons. Armando Lombardi                | 13 de febrero de 1950    | El 24 de septiembre de 1954 es designado Nuncio Apostólico en Brasil                     | Muere el 4 de mayo de 1964 siendo: - Nuncio Apostólico en Brasil - Arzobispo titular de Cesarea de Filipo |
| 18                  | Excmo. Mons. Sergio Pignedoli                | 19 de octubre de 1954    | El 15 de abril de 1955 Nombrado, Obispo Auxiliar de Milán.                               | Muere el 15 de junio de 1980 siendo: - Presidente del Secretariado de no cristianos - Cardenal-Diácono de San Giorgio en Velabro |
| 19                  | Excmo. Mons. Raffaele Forni                  | 24 de septiembre de 1955 | El 27 de febrero de 1960 es nombrado Nuncio Apostólico en Uruguay                        | Muere el 29 de septiembre de 1990 siendo: - Nuncio Apostólico Emérito en Siria - Arzobispo titular de Egina |
| 20                  | Excmo. Mons. Luigi Dadaglio                  | 28 de octubre de 1961    | El - 8 de julio de 1967 es nombrado Nuncio Apostólico en España                          | Muere el 22 de agosto de 1990 siendo: - Mayor Penitenciario Emérito de la Penitenciaría Apostólica - Cardenal-Diácono de San Pio V a Villa Carpegna - Arcipreste de la Basílica de Santa María Mayor |
| 21                  | Excmo. Mons. Felice Pirozzi                  | 9 de enero de 1967       | El 17 de octubre de 1970 es designado, presidente de la academia eclesiástica pontifical | Muere el 25 de julio de 1975 siendo: - Presidente de la Pontificia Academia Eclesiástica - Arzobispo titular de Gratiana |
| 22                  | Excmo. Mons. Antonio del Giudice             | 2 de diciembre de 1970   | 18 de diciembre de 1974 designado, Nuncio Apostólico a Malta                             | Muere el 20 de agosto de 1982 siendo: - Apostolado Pro-Nuncio a Irak - Arzobispo Titular de Hierápolis en Siria - Apostólico Pro-Nuncio a Kuwait |
| 23                  | Excmo. Mons. Giovanni Mariani                | 11 de enero de 1975      | en enero de 1978 es Nombrado, Oficial de la Secretaría de Estado.                        | Muere el 23 de enero de 1991 siendo: - Nuncio Apostólico Emérito de Grecia - Arzobispo Titular de Missua |
| 24                  | Excmo. Mons. Ubaldo Calabresi                | 5 de enero de 1978       | El 23 de enero de 1981 es Nombrado, Nuncio Apostólico en Argentina                       | Muere el 14 de julio de 2004 siendo: - Nuncio Apostólico Emérito de Argentina - Arzobispo Titular de Fundi |
| 25                  | Excmo. Mons. Luciano Storero                 | 2 de febrero de 1981     | El 28 de junio de 1990 es designado, Pro-Nuncio Apostólico en Grecia                     | Muere el 1 de octubre de 2000 siendo: - Nuncio Apostólico en Irlanda - Arzobispo Titular de Tigimma |
| 26                  | Excmo. Mons. Oriano Quilici                  | 11 de julio de 1990      | El 8 de julio de 1997 es nombrado Nuncio Apostólico en Suiza                             | Muere el 3 de noviembre de 1998 siendo: - Nuncio Apostólico a Suiza - Arzobispo titular de Tabla - Nuncio Apostólico en Liechtenstein |
| 27                  | Excmo. Mons. Leonardo Sandri                 | 22 de julio de 1997      | El 1 de marzo de 2000 nombrado Nuncio Apostólico en México                               | El 24 de noviembre de 2007 es Elevado a Cardenal y es Prefecto de la Congregación para las Iglesias Orientales |
| 28                  | Excmo. Mons. André Pierre Louis Dupuy        | 27 de marzo de 2000      | El 24 de febrero de 2005 Nuncio Nombrado y Apostólico en la Comunidad Europea            | En marzo de 2015 se retira como Nuncio Apostólico Emérito en los Países Bajos y Arzobispo Titular de Selsea |
| 29                  | Excmo. Mons. Giacinto Berloco                | 24 de febrero de 2005    | 18 de junio de 2009 es designado, nuncio apostólico a Bélgica                            | En septiembre de 2016 se retira como Nuncio Apostólico Emérito en Bélgica y Arzobispo Titular de Fidenae |
| 30                  | Excmo. Mons. Pietro Parolin                  | 17 de agosto de 2009     | El 15 de octubre de 2013 Nombrado, Secretario de Estado                                  | Actualmente es: - Secretario de Estado - Cardenal-presbítero de Santi Simone e Giuda Taddeo a Torre Angela - Miembro del Consejo de Cardenales |
| 31                  | Excmo. Mons. Aldo Giordano                   | 26 de octubre de 2013    | 8 de mayo de 2021                                                                        | Nuncio apostólico de Venezuela |

### Nuncios apostólicos de Venezuela que llegaron a la dignidad de Cardenales
01.- Emmo. Sr. Cardenal. Lorenzo Barili
02.- Emmo. Sr. Cardenal. Mieczyslaw Halka Ledóchowski
03.- Emmo. Sr. Cardenal. Serafino Vannutelli
04.- Emmo. Sr. Cardenal. Giulio Tonti
05.- Emmo. Sr. Cardenal. Mario Mocenni
06.- Emmo. Sr. Cardenal. Giulio Tonti
07.- Emmo. Sr. Cardenal. Francesco Marchetti Selvaggiani
09.- Emmo. Sr. Cardenal. Fernando Cento
10.- Emmo. Sr. Cardenal. Sergio Pignedoli
11.- Emmo. Sr. Cardenal. Luigi Dadaglio
12.- Emmo. Sr. Cardenal. Leonardo Sandri
13.- Emmo. Sr. Cardenal. Pietro Parolin